# Ramona Neubert
Ramona Neubert   (Pirna, 26 de juliol de 1958) és una atleta alemanya retirada, especialitzada en la prova d'heptatló en la qual va arribar a ser campiona mundial el 1983.

## Carrera esportiva
El 1980 va prendre part en els Jocs Olímpics d'Estiu de Moscou, on fou quarta en la prova del pentatló del programa d'atletisme.
En el Mundial de Hèlsinki 1983 va guanyar la medalla d'or en la competició d'heptatló, amb un total de 6714 punts, quedant per davant de les seves compatriotes les també atletes alemanyes Sabine Paetz i Anke Behmer.
A nivell nacional guanyà quatre campionats de la RDA: dos de pentatló en pista coberta, 1978 i 1981, i un a l'aire lliure d'heptatló, el 1981, i en salt de llargada, el 1982. Durant la seva carrera va establir quatre rècords del món de l'heptatló.